# Steve Starkey
Steve Starkey ist ein US-amerikanischer Filmproduzent.

## Leben
Starkey begann seine Karriere bei Lucasfilm als Schnittassistent bei Das Imperium schlägt zurück und Die Rückkehr der Jedi-Ritter. Später arbeitete er bei Steven Spielbergs Amblin Entertainment als Produktionsleiter der Fernsehserie Fantastische Geschichten. Seit der Produktion von Falsches Spiel mit Roger Rabbit 1986 arbeitete er viele Jahre mit Robert Zemeckis zusammen, 1998 gründete er zusammen mit Zemeckis und Jack Rapke die Filmproduktionsgesellschaft ImageMovers, die 2006 von Disney aufgekauft wurde. Zu den gemeinsamen Produktionen von Starkey und Zemeckis zählen Forrest Gump, Contact, Cast Away – Verschollen und Der Polarexpress.
1995 gewann Starkey den Oscar, als Forrest Gump als Bester Film ausgezeichnet wurde.

## Filmografie (Auswahl)
- 1988: Falsches Spiel mit Roger Rabbit (Who Framed Roger Rabbit)
- 1989: Zurück in die Zukunft II (Back to the Future Part II)
- 1990: Zurück in die Zukunft III (Back to the Future Part III)
- 1992: Der Tod steht ihr gut (Death Becomes Her)
- 1994: Forrest Gump
- 1997: Contact
- 2000: Cast Away – Verschollen (Cast Away)
- 2004: Der Polarexpress (The Polar Express)
- 2006: Monster House
- 2007: Die Legende von Beowulf (Beowulf)
- 2011: Milo und Mars (Mars Needs Moms)
- 2012: Flight
- 2015: The Walk
- 2016: Allied – Vertraute Fremde (Allied)
- 2020: Hexen hexen (The Witches)

## Auszeichnungen
- 1995: Oscar für Forrest Gump
- 1995: BAFTA-Film-Award-Nominierung für Forrest Gump